# Personenlifter

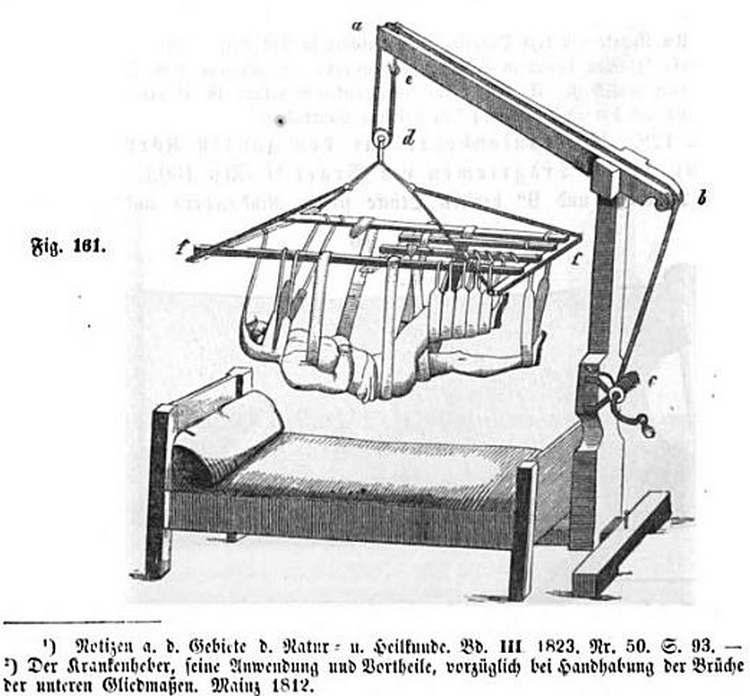
Krankenheber nach Leidig, beschrieben 1850 bei Carl Emmert, Lehrbuch der Chirurgie

Personenlifter, Patientenlifter oder Hebehilfen sind   Hilfsmittel, die im Gesundheitswesen zum Transfer von Menschen verwendet werden, die in ihrer Mobilität eingeschränkt sind.

## Konstruktion allgemein

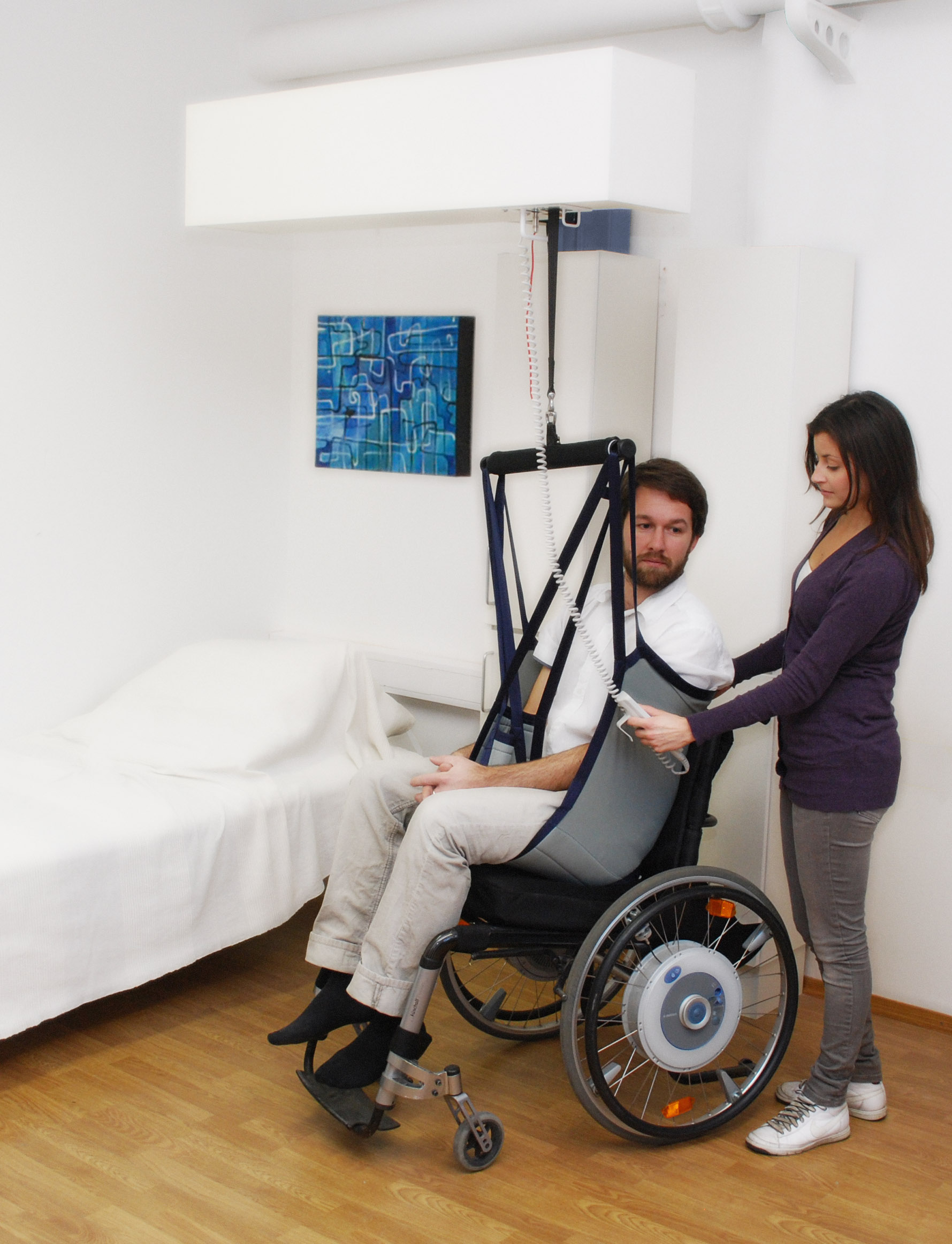
Deckenmontierter Lifter mit Tuchsitz

Eine manuell oder elektrisch betriebene Hubmechanik ist je nach der Art des Lifters an der geeigneten Stelle untergebracht.
Je nach der Art des Lifters ist ein Tuchsitz, ein Sitz oder eine Liege aus starrem Material mit der Hubeinrichtung verbunden.
Zur Durchführung des horizontalen Transfers hat das Gerät einen Schwenkarm, ein Boden-Fahrwerk oder deckenmontierte Laufschienen.
Unterschiede gibt es auch nach dem Anwendungszusammenhang mit bestimmten anderen Objekten (z. B. Badewannen).
Die Hubsteuerung erfolgt meist über einen Handschalter an einem flexiblen Spiralkabel, Seitwärtsbewegungen erfolgen durch Schwenken von Hand.
Bei rein handbetriebenen Geräten erfolgt der Hub über eine Hydraulik mit Handpumphebel-Betätigung oder ein Kurbelgetriebe.

## Gebrauch, allgemein
Patientenlifter werden vor allem in Krankenhäusern, Rehabilitationskliniken, stationären Pflegeeinrichtungen und in der ambulanten Pflege sowie auch zu Hause eingesetzt.
Lifter dienen dazu, eine körperbehinderte Person aus einem Rollstuhl heraus in ein Sitzmöbel oder auf ein Liegemöbel zu heben und umgekehrt.  Der Transfer von zumeist stark mobilitätseingeschränkten Personen vom Rollstuhl zum Bett, in die Badewanne oder auf den WC-Sitz oder umgekehrt erfolgt je nach der gerätetypisch vorgesehenen Weise. Die Hubeinrichtung wird von einer Begleitperson oder fallweise auch vom behinderten Benutzer selbst bedient.
Beim Einsatz durch Pflegekräfte erfolgt dies zur Vermeidung von Rückenverletzungen und Überlastungen.

## Personenlifter bzw. Hebehilfen im Hilfsmittelverzeichnis von Rehadat
Das Hilfsmittelverzeichnis Rehadat führt Personenlifter bzw. Hebehilfen unter den folgenden Klassen der DIN EN ISO 9999 auf:
- 12 36 Hebehilfen (insgesamt 192 Produkteinträge, Stand 2016)
  - 12 36 03 Fahrbare Lifter mit Gurtsitzen (Mobiler Gurtlifter) (81 Produkteinträge),
  - 12 36 04 Fahrbare Stehlifter (21 Produkteinträge),
  - 12 36 06 Fahrbare Lifter mit festen Sitzen (Mobile Sitz- und Liegelifter) (10 Produkteinträge),
  - 12 36 09 Fahrbare Lifter mit Liege (5 Produkteinträge),
  - 12 36 12 Stationäre Lifter mit Wand-, Boden- oder Deckenbefestigung (Wandlifter, Deckenlifter, Schwimmbadlifter) (45 Produkteinträge),
  - 12 36 15 Stationäre Lifter zur Befestigung in oder an einem anderen Objekt (Badewannenlifter) (22 Produkteinträge),
  - 12 36 18 Stationäre, freistehende Lifter (2 Produkteinträge),
  - 12 36 21 Körperstützsysteme für Lifter (Tuchsitze)

## Personenlifter als Gegenstand der Hilfsmittelversorgung
Im deutschen Hilfsmittelverzeichnis der Gesetzlichen Krankenversicherung sind Personenlifter mit der folgenden Benennung und Gliederung aufgelistet:
- Produktgruppe 22, Mobilitätshilfen
  - Anwendungsort 40, Häuslicher Bereich (insgesamt 60 Produkteinträge, Stand 2008)
    - Produktuntergruppe 01 Lifter, fahrbar zur Fremdbedienung (47 Produkteinträge),
    - Produktuntergruppe 02 Lifter zur Fremdbedienung, wandmontiert (3 Produkteinträge),
    - Produktuntergruppe 03 Deckenlifter, freistehend mit Bodenständern (10 Produkteinträge), Urteil durch BSG vom 12. Juni 2008: Deckenlifter mit Direktmontage ohne Ständer als Hilfsmittel zugelassen (keine Einschränkung mehr auf 2557 Euro) Az.: B 3 P 6/07R
    - Produktuntergruppe 04 Zubehör für Lifter